# God of War: Chains of Olympus
God of War: Chains of Olympus est un jeu vidéo d'action-aventure et hack n' slash développé par Ready at Dawn Studios et publié par Sony Computer Entertainment (SCE). D'abord sorti le 4 mars 2008 sur PlayStation Portable aux États-Unis, le jeu arrive en Europe le 28 mars. Quatrième opus de la série, il est le deuxième jeu par ordre chronologique et une préquelle au premier opus, God of War. Largement inspiré de la mythologie grecque, le récit se passe en Grèce antique avec la vengeance comme thème central. Le joueur est aux commandes de Kratos, un guerrier spartiate qui sert les dieux Olympiens. La déesse Athéna donne à Kratos la mission de trouver le dieu du Soleil, Hélios, car le dieu des Rêves, Morphée, a provoqué le sommeil de plusieurs dieux en l'absence d'Hélios. Avec le pouvoir du Soleil et du Titan Atlas, Morphée et la reine des Enfers, Perséphone, prévoient de détruire le Pilier du Monde et de renverser l'Olympe.
Le gameplay est similaire à celui des opus précédents, avec des combats à base de combo, grâce à l'arme acquise par le protagoniste, les Lames du Chaos, et d'autres armes acquises durant le jeu. Les quick time events (QTE) sont toujours présents lors des combats, demandant au joueur de compléter des séquences précises avec la manette en un temps donné pour vaincre certains ennemis et les boss. Le joueur peut utiliser jusqu'à trois attaques magiques ainsi que d'autres options de combat. Le jeu propose également des éléments de puzzle et de plates-formes. Afin de compenser le manque de boutons sur la PSP par rapport aux manettes de la PlayStation 2, les développeurs ont adapté les commandes en ce sens ; un choix salué par la critique.
Chains of Olympus est salué par la critique, devenant le titre le mieux noté de la plateforme sur Metacritic et GameRankings. Le jeu est notamment loué pour son graphisme et remporta plusieurs récompenses. En juin 2012, le jeu s'est vendu à plus 3,2 millions d'exemplaires, faisant de lui le septième jeu le plus vendu de l'histoire de la PlayStation Portable. Avec God of War: Ghost of Sparta, sorti en 2010, Chains of Olympus sera remasterisé et adapté sur PlayStation 3 dans l'opus God of War: Origins Collection, sorti le 16 septembre 2011. En 2012, cette version remasterisée est incluse dans le jeu God of War Saga, également sorti sur PlayStation 3.

## Système de jeu

### Pouvoirs et armes

#### Magie
- L'efreet : démon de feu invoqué par le roi de Perse qui martèle le sol de coups de poing dévastateurs.
- La colère de Charon : masque arraché au passeur des Enfers, qui brûle d'un feu vert quiconque le regarde.
- La lueur de l'aube : pouvoir d'Eos, une boule de lumière que Kratos projette sur ses ennemis.

#### Armes
- Lames du Chaos : deux lames accrochées à des chaînes elles-mêmes soudées à la peau des bras de Kratos.
- Bouclier solaire : le bouclier d'Hélios qui permet de parer les attaques et de les renvoyer.
- Gant de Zeus : un énorme gant en métal qui fut forgé pour célébrer la victoire des Dieux de l'Olympe contre les Titans. Efficace pour les attaques lourdes et puissantes au corps à corps.

#### Objets spéciaux
Il y a un objet spécial, la lance de Triton qui permet de respirer sous l'eau.
On note au passage la possibilité d'utiliser les lames du Chaos comme grappin.

## Trame

### Univers
Comme pour les opus précédents de la franchise, God of War: Chains of Olympus se situe dans une version alternative de la Grèce antique, peuplée par les dieux Olympiens et autres créatures de la mythologie grecque. À l'exception des flashbacks, les évènements se passent entre ceux des jeux Ascension (2013) et God of War (2005). Plusieurs lieux sont explorés, tels que les anciennes cités d'Attique et Marathon, cette dernière incluant des bâtiments fictifs comme le Temple d'Hélios. D'autres lieux fictifs font leur apparition tels que les Enfers, le Styx, le Tartare, les Champs-Élysées et le Temple de Perséphone.

### Personnages
Le protagoniste du jeu est Kratos (interprété par Terrence C.Carson), un ancien capitaine de l'armée spartiate qui servait autrefois le dieu de la Guerre, Arès. Il sert maintenant les autres dieux de l'Olympe dans l'espoir qu'ils le soulagent de ses cauchemars. Parmi les autres personnages, on trouve Athéna (Erin Torpey), la déesse de la Sagesse qui sert de mentor et d'alliée à Kratos ; Éos (Erin Torpey), la déesse de l'Aurore et sœur d'Hélios ; Perséphone (Marina Gordon), la reine des Enfers et principale antagoniste ; Atlas (Fred Tatasciore), un Titan à quatre bras emprisonné dans le Tartare après la Grande Guerre ; la fille décédée de Kratos, Calliope (Debi Derryberry) ; Hélios (Dwight Schultz), le dieu du Soleil qui a été capturé ; Charon (Dwight Schultz), le passeur des Enfers ; et le roi Perse (Fred Tatasciore), chef de l'armée perse qui attaque l'Attique. Le dieu des Rêves Morphée est un personnage fantôme de cet opus et Lysandra, la femme décédée de Kratos, apparaît dans des flashbacks.

### Intrigue
Au cours des 10 années de service envers les dieux Olympiens, Kratos est envoyé sur les rives de l'Attique pour les aider à repousser une invasion de l'armée perse. Après avoir tué le roi Perse, décimé son armée et vaincu leur plus terrible monstre, le Basilic, Kratos voit le Soleil plonger sur l'horizon, plongeant le monde dans les ténèbres. Allant ensuite dans la ville de Marathon, le spartiate est témoin d'une fumée noire qui recouvre la ville, créée par le dieu Morphée. Il entend une mystérieuse mélodie de flûte, qu'il reconnaît comme celle qu'utilisait sa fille Calliope. Trouvant le Temple d'Hélios, il est contacté par Athéna qui lui révèle qu'Hélios a disparu et que Morphée a profité de l'absence de soleil pour plonger de nombreux dieux et mortels dans un profond sommeil. Avant de succomber à son tour au sort de Morphée, elle donne à Kratos la mission de retrouver Hélios et de le renvoyer dans les cieux.
Le Spartiate trouve ensuite la sœur d'Hélios, Éos, qui lui révèle que le Titan Atlas a été libéré du Tartare et qu'il a ensuite kidnappé le dieu du Soleil. Elle lui révèle que le feu d'Hélios le guidera jusqu'au Dieu du Soleil et Kratos s'en sert pour réveiller les destriers de feu, montures d'Hélios. Ceux-ci emmènent le Spartiate jusqu'aux Enfers, où il rencontre Charon sur le Styx. Bien que celui-ci batte Kratos avant de l'envoyer au Tartare, le Spartiate revient avec le Gantelet de Zeus et terrasse le passeur. Il continue son chemin dans les Enfers jusqu'au Temple de Perséphone, où il voit Calliope jouer de la flûte avant de rentrer dans le Palais. La poursuivant, Kratos rencontre Perséphone qui lui propose de revoir sa fille s'il abandonne ses armes et sa mission. Acceptant l'offre, Kratos retrouve sa fille aux Champs-Élysées mais il apprend de Perséphone qu'elle est celle qui a libérée Atlas, le chargeant de kidnapper Hélios et de se servir de sa puissance afin qu'il détruise le Pilier du Monde, qui causera la fin de l'Olympe.
Motivée par le désir de se débarrasser de son mariage arrangé avec Hadès ainsi que se venger des dieux qui l'ont trahie, Perséphone révèle également à Kratos que la destruction du pilier causera la destruction des Champs-Élysées et la mort définitive de sa fille. Kratos avait donc une décision à prendre : rester avec Calliope jusqu'à ce que le monde soit détruit et que sa fille disparaisse ou arrêter Perséphone et Atlas, ce qui implique d'abandonner sa fille à jamais. Après avoir tué plusieurs âmes des Champs-Élysées pour récupérer sa puissance, Kratos combat Perséphone et Atlas avant qu'ils n'achèvent leur destruction du monde. Il attache le Titan au pilier puis il finit par vaincre la reine des Enfers. Avant de mourir, Perséphone dit à Kratos que celui-ci ne sera jamais libre. Atlas, forcé de soutenir le poids du monde pour l'éternité, prévient à son tour Kratos qu'il regrettera d'avoir aidé les dieux et qu'ils se reverront. Kratos conduit finalement les Destriers de Feu dans le ciel, ramenant le Soleil à sa place et forçant Morphée à se retirer.
Dans une scène post-générique, Kratos est toujours en train de conduire le chariot d'Hélios dans le ciel et, après avoir constaté le retour du Soleil, il perd connaissance avant de chuter du chariot, dans le vide. Au dernier moment, il est sauvé par Athéna et Hélios, récupérant les armes qu'il a acquises durant sa quête et retournant au mont Olympe, le laissant inconscient.

## Doublage
- Eric Peter : Kratos
- Marie-Martine : la narratrice
- Laurence Crouzet : Athéna
- Nathalie Homs : Perséphone
- Thierry Mercier : Atlas / le roi Perse
- Martial Le Minoux : Hélios

## Développement
Cory Barlog, connu pour son rôle majeur dans la saga (notamment en tant que directeur du jeu God of War II), a annoncé que le jeu tirerait parti du surcroît de puissance offert par la PSP depuis la mise à jour 3.50 de son logiciel système. Celle-ci permet en effet au processeur principal de la PSP de fonctionner à sa cadence maximale, soit 333 MHz. (au lieu de 222MHz) En effet, God of War: Chains of Olympus est très proche graphiquement de ses deux prédécesseurs sur PlayStation 2.